# Paolo Bettolini
Paolo Bettolini (Binasco, 26 maggio 1930) è un ex calciatore italiano, di ruolo attaccante.

## Carriera
Inizia la carriera agonistica nel Magenta, per poi essere acquistato dalla Lazio, con la quale disputa 2 stagioni. Verrà ricordato dai tifosi biancocelesti per aver segnato la rete decisiva nel derby del 16 novembre 1952. Successivamente veste le maglie di Monza, in prestito, e nel 1955 la Lazio lo cede al Legnano, dove chiude la carriera.